# Erwin von Neipperg
Pour les articles homonymes, voir Neipperg.
Erwin Franz Ludwig Bernhard Ernst, comte et seigneur de Neipperg (né le 6 avril 1813 à Schwaigern, royaume de Wurtemberg et mort le 2 mars 1897 dans la même ville) est un général de cavalerie autrichien.

## Biographie
Il est le fils du général Adam Albert de Neipperg (1775-1829) issu de son premier mariage avec la comtesse Thérèse Pola di Treviso. Alors que ses descendants de son second mariage avec Marie-Louise d'Autriche forment la branche latérale des comtes de Montenuovo (de), la lignée principale des comtes de Neipperg va aux enfants du premier mariage, et donc surtout au frère aîné d'Erwin Alfred de Neipperg (de) (1807-1865). Comme Alfred reste sans enfant et tombe malade et que deux autres frères décèdent en 1850, Erwin von Neipperg reprend une partie de la propriété familiale dès les années 1850, qui lui reviendra après la mort de son frère. En 1865, il devient membre héréditaire de la chambre des seigneurs de Wurtemberg (de). Il y représente son frère Alfred depuis 1856.
Comme ses frères et plusieurs de ses ancêtres, il a poursuivi une carrière militaire autrichienne, étudie l'école d'ingénieurs de Vienne et est maréchal de camp à Sopron en 1863. En 1866, il devient commandant de la 4e division au 8e corps d'armée fédéral, composé d'Autrichiens et de Nassauviens, avec laquelle il perd la bataille d'Aschaffenbourg le 14 juillet 1866. Il est ensuite commandant à Presbourg, puis à Vienne. En 1870, il est promu général de cavalerie. En 1873, il devient membre de l'Ordre de la Toison d'or. En 1878, il se retire de l'armée pour pouvoir se consacrer à l'avenir aux propriétés de sa maison ancestrale de Schwaigern.

## Famille
Erwin von Neipperg se marie une première fois le 19 avril 1845 avec la comtesse Henriette von  Waldstein-Wartenberg (née le 23 décembre 1823 et morte le 8 juillet 1845), mais la mariée meurt de fièvre trois mois plus tard. Le 25 août 1852, il se remarie avec la princesse Maria Rosa von Lobkowitz (née le 13 juin 1832 et morte le 15 février 1905). Les deux épouses sont issues de l'entourage de la noblesse de cour viennoise. De leur deuxième mariage naissent deux filles et un fils :
1. Reinhard (de) (né le 30 juillet 1856 et mort le 15 janvier 1919) marié avec la comtesse Gabriela Ida von Waldstein-Wartenberg (née le 19 août 1857 et morte le 28 octobre 1948)
2. Anna Berta (née le 7 août 1857 et morte le 9 avril 1932) mariée avec le prince Ferdinand Zdenko von Lobkowitz (né le 23 janvier 1858 et mort le 22 décembre 1938)
3. Hedwige (née le 22 juillet 1859 et morte le 23 octobre 1916) mariée avec le comte Franz-Xaver von Königsegg-Aulendorf (né le 29 décembre 1858 et mort le 26 avril 1927)

Reinhard succède à son père dans l'ordre généalogique et dans plusieurs fonctions.

## Honneurs
Le 19 mars 1892, le grand-duc Adolphe le décore de l'ordre du Lion d'or de la maison de Nassau.